# Бързо пързаляне с кънки на зимните олимпийски игри 1964
Състезанията по бързо пързаляне с кънки на зимните олимпийски игри през 1964 г. се провеждат от 30 януари до 7 февруари 1964 г. на построения за игрите олимпийски стадион за зимни спортове в Инсбрук.
Строежът на трасето за бързо пързаляне с кънки с дължина от 400 метра протича между 19 юли 1961 и 9 януари 1963 г. Състезанията биват посещавани от около 10 000 души всяко и общо от 69 500 души. Билетите струват по 30 шилинга на състезание (или 170 шилинга за всички) и всички места са за правостоящи.

## Дисциплини
Лидия Скобликова печели всичките четири златни медала от състезания по бързо пързаляне с кънки, като по този начин става най-успешната състезателка на игрите.

### 500 m жени
Състезанието на 500 m жени се провежда на 30 януари 1964 г. от 11:00 до 12:30. Награждаването се провежда в 20:30.
| Място | Име              | Държава | Време | Бележки           |
| ----- | ---------------- | ------- | ----- | ----------------- |
| 01    | Лидия Скобликова | СССР    | 45.0  | олимпийски рекорд |
| 02    | Ирина Егорова    | СССР    | 45.4  |                   |
| 03    | Татяна Сидорова  | СССР    | 45.5  |                   |

### 1500 m жени
Състезанието на 1500 m жени се провежда на 31 януари 1964 г. от 11:00 до 12:30. Награждаването се провежда в 20:00.
| Място | Име                   | Държава   | Време  | Бележки           |
| ----- | --------------------- | --------- | ------ | ----------------- |
| 01    | Лидия Скобликова      | СССР      | 2:22.6 | олимпийски рекорд |
| 02    | Каия Мустонен         | Финландия | 2:25.5 |                   |
| 03    | Албертина Колоколцева | СССР      | 2:27.1 |                   |

### 1000 m жени
Състезанието на 1000 m жени се провежда на 1 февруари 1964 г. от 11:00 до 12:15. Награждаването се провежда в 20:00.
| Място | Име              | Държава   | Време  | Бележки           |
| ----- | ---------------- | --------- | ------ | ----------------- |
| 01    | Лидия Скобликова | СССР      | 1:33.2 | олимпийски рекорд |
| 02    | Ирина Егорова    | СССР      | 1:34.3 |                   |
| 03    | Каия Мустонен    | Финландия | 1:34.8 |                   |

### 3000 m жени
Състезанието на 3000 m жени се провежда на 2 февруари 1964 г. от 10:30 до 12:30. Награждаването се провежда в след 21:00.
| Място | Име                            | Държава            | Време  | Бележки |
| ----- | ------------------------------ | ------------------ | ------ | ------- |
| 01    | Лидия Скобликова               | СССР               | 5:14.9 |         |
| 02    | Хан Пхил-хва Валентина Стенина | Северна Корея СССР | 5:18.5 |         |

### 500 m мъже
Състезанието на 500 m мъже се провежда на 4 февруари 1964 г. от 11:00 до 12:30. Награждаването се провежда в 20:00.
| Място | Име                                         | Държава       | Време | Бележки           |
| ----- | ------------------------------------------- | ------------- | ----- | ----------------- |
| 01    | Тери Макдермът                              | САЩ           | 40.1  | олимпийски рекорд |
| 02    | Алв Гьестванг Евгений Гришин Владимир Орлов | Норвегия СССР | 40.6  |                   |

### 5000 m мъже
Състезанието на 5000 m мъже се провежда на 5 февруари 1964 г. от 9:30 до 13:30. Награждаването се провежда в 20:00.
| Място | Име              | Държава  | Време  | Бележки           |
| ----- | ---------------- | -------- | ------ | ----------------- |
| 01    | Кнут Йохансен    | Норвегия | 7:38.4 | олимпийски рекорд |
| 02    | Пер Ивар Мое     | Норвегия | 7:38.6 |                   |
| 03    | Фред Антон Майер | Норвегия | 7:42.0 |                   |

### 1500 m мъже
Състезанието на 1500 m мъже се провежда на 6 февруари 1964 г. от 10:00 до 12:45. Награждаването се провежда на следващия ден в 20:00.
| Място | Име              | Държава     | Време  | Бележки |
| ----- | ---------------- | ----------- | ------ | ------- |
| 01    | Антс Антсон      | СССР        | 2:10.3 |         |
| 02    | Корнелис Веркерк | Нидерландия | 2:10.6 |         |
| 03    | Вили Хауген      | Норвегия    | 2:11.2 |         |

### 10000 m мъже
Състезанието на 10 000 m мъже се провежда на 7 февруари 1964 г. от 8:00 до 13:15. Награждаването се провежда в 20:00.
| Място | Име              | Държава  | Време   | Бележки |
| ----- | ---------------- | -------- | ------- | ------- |
| 01    | Йони Нилсон      | Швеция   | 15:50.1 |         |
| 02    | Фред Антон Майер | Норвегия | 16:06.0 |         |
| 03    | Кнут Йохансен    | Норвегия | 16:06.3 |         |

## Рекорди
В Инсбрук са поставени пет нови олимпийски рекорда:
| Състезание  | Дата       | Време  |
| ----------- | ---------- | ------ |
| 500 m жени  | 30 януари  | 45.0   |
| 1500 m жени | 31 януари  | 2:22.6 |
| 1000 m жени | 1 февруари | 1:33.2 |
| 500 m мъже  | 4 февруари | 40.1   |
| 5000 m мъже | 5 февруари | 7:38.4 |